# Felicidad sólida
[[Categoría:Cuadros de {{{3}}}]]
  
  
Felicidad sólida es una óleo sobre lienzo pintado en Italia por el artista chileno Roberto Matta. Germana Ferrari Matta, su última compañera de vida y catalogadora, certificó la obra el 28 de abril de 2001.
La obra pasó de la galería de Diana Lowenstein en Buenos Aires, Argentina, a la Galería Almirante de Madrid, España; de ahí a la Casa de subastas Sotheby’s en Nueva York antes de integrarse a la colección de Vanguardia y Arte latinoamericano de Museo Soumaya de la Fundación Carlos Slim.
Barbara Eschenburg refiere: Matta se siente obligado a transmitir en su obra mensajes que salen del inconsciente a través de la psique y en los que se aúnan percepciones, reflexiones y conocimientos. Mediante ellos, formula grandes interrogantes.
Esta obra formó parte de la exhibición El año de los Tres 000, organizada por Fundación Telefónica en Santiago de Chile, que tuvo lugar del 7 de abril al 2 de julio del año 2000.
El artista marcó las huellas de sus zapatos sobre el lienzo. El creador encima. La tela abajo. Bordea el Expresionismo Abstracto. Pareciera que el linaje de las figuras se encontrara más allá de la realidad. Macro y microcosmos hermanados. De la deconstrucción del ADN a la visión cósmica del telescopio Hubble.